# Phyllogomphoides danieli
Phyllogomphoides danieli es una libélula de la familia de las libélulas topo (Gomphidae). Es una especie endémica de México. Fue descrita por Enrique González-Soriano y Rodolfo Novelo-Gutiérrez en el año 19901.

## Clasificación y descripción
Phyllogomphoides es un género de libélulas neotropicales que se distribuyen desde el sureste de E.U.A. haste el norte de Chile y Argentina2. El género está compuesto por 46 especies descritas, 12 de las cuales se encuentran en México, y de estas, 6 son endémicas: Phyllogomphoides apiculatus, P. danieli, P. indicatrix, P. luisi, P. pacificus y P. nayaritensis2,3. Phyllogomphoides es el grupo hermano de  Gomphoides e Idiogomphoides y juntos forman la tribu Gomphoidini2.
P. danieli se asemeja ligeramente a P. suasus, sin embargo es fácilmente distinguible por los siguientes caracteres: danieli tienen el hamuli anterior bilobulado mientras que en suasus es entero; el ángulo ventro apical de los cercos en el macho de danieli está protruido en un diente agudo, mientras que en suasus solo está ligeramente producido; en danieli el epiprocto es más largo y curvado dorsalmente, mientras que en suasus es más corto y casi recto1.

## Distribución
Vive en los Estados de Morelos, Michoacán y México1,4.

## Hábitat
Se le encuentra en ríos someros de fondo rocoso con secciones de arena en bosque de galería1.

## Estado de conservación
En México no se encuentra en ninguna categoría de riesgo.